# Norracoides subnigrescens
Norracoides subnigrescens är en fjärilsart som beskrevs av Sergius G. Kiriakoff 1963. Norracoides subnigrescens ingår i släktet Norracoides och familjen tandspinnare. Inga underarter finns listade i Catalogue of Life.